# Torneo de las Cinco Naciones 1996

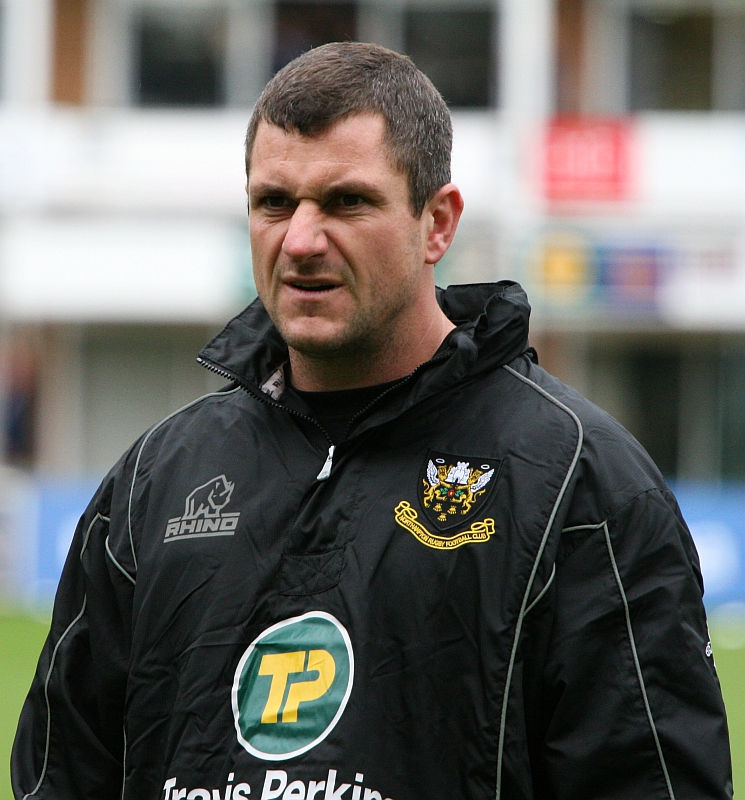
Paul Grayson fue el máximo anotador.

El Torneo de las Cinco Naciones 1996 fue la 102 edición de la competición, entre selecciones, más importante del hemisferio norte y el primero de la era profesional.
La Rosa se consagró campeona luego de perder ante Les Bleus el primer partido y ganar todos los demás.

## Participantes
| País       | Estadio                 | Estadio   | Estadio     | Entrenador         | Capitán              |
| País       | Recinto                 | Capacidad | Ciudad      | Entrenador         | Capitán              |
| ---------- | ----------------------- | --------- | ----------- | ------------------ | -------------------- |
| Escocia    | Estadio Murrayfield     | 67.144    | Edimburgo   | Jim Telfer         | Rob Wainwright       |
| Francia    | Parque de los Príncipes | 48.583    | Saint-Denis | Jean-Claude Skrela | Philippe Saint-André |
| Gales      | Cardiff Arms Park       | 53.000    | Cardiff     | Ron Waldron        | Jonathan Humphreys   |
| Inglaterra | Estadio de Twickenham   | 82.000    | Londres     | Jack Rowell        | Will Carling         |
| Irlanda    | Lansdowne Road          | 49.000    | Dublín      | Murray Kidd        | Jim Staples          |

## Reglamento
Como antes de la edición de 2017, el sistema de puntos fue: 2 por victoria, 1 por empate y 0 por derrotas. No existían los puntos adicionales de bonificación: por anotar cuatro o más tries y si se era derrotado por menos de siete puntos de diferencia.

## Clasificación
| Pos. | País       | Partidos | Partidos | Partidos  | Partidos | Anotación | Anotación | Anotación  | Puntos |
| Pos. | País       | Jugados  | Ganados  | Empatados | Perdidos | A favor   | En contra | Diferencia | Puntos |
| ---- | ---------- | -------- | -------- | --------- | -------- | --------- | --------- | ---------- | ------ |
| 1    | Inglaterra | 4        | 3        | 0         | 1        | 79        | 54        | +25        | 6      |
| 2    | Escocia    | 4        | 3        | 0         | 1        | 60        | 56        | +4         | 6      |
| 3    | Francia    | 4        | 2        | 0         | 2        | 89        | 57        | +32        | 4      |
| 4    | Gales      | 4        | 1        | 0         | 3        | 62        | 82        | −20        | 2      |
| 5    | Irlanda    | 4        | 1        | 0         | 3        | 65        | 106       | −41        | 2      |

## Partidos

### Primera fecha
| 20 de enero | Francia                                       | 15 – 12 | Inglaterra                            | Estadio de Twickenham, Twickenham                        |                                                          |
|             | Penales Lacroix (3) Drops Castaignède Lacroix |         | Penales (2) Grayson Drops (2) Grayson | Asistencia: 45.000 espectadores Árbitro(s): David McHugh | Asistencia: 45.000 espectadores Árbitro(s): David McHugh |

| 20 de enero | Irlanda                                     | 10 – 16 | Escocia                                      | Estadio de Twickenham, Twickenham                     |                                                       |
|             | Try Clohessy Conversión Elwood Penal Elwood |         | Tries Dods McKenzie Penal Dods Drop Townsend | Asistencia: ? espectadores Árbitro(s): Brian Campsall | Asistencia: ? espectadores Árbitro(s): Brian Campsall |

### Segunda fecha
| 3 de febrero | Inglaterra                                                     | 21 – 15 | Gales                                                    | Estadio de Twickenham, Twickenham                    |                                                      |
|              | Tries Guscott Underwood Conversión Grayson Penales Grayson (3) |         | Tries Howley Taylor Conversión A. Thomas Penal A. Thomas | Asistencia: ? espectadores Árbitro(s): Ken McCartney | Asistencia: ? espectadores Árbitro(s): Ken McCartney |

| 3 de febrero | Escocia                       | 19 – 14 | Francia                                     | Estadio de Twickenham, Twickenham                          |                                                            |
|              | Tries Dods , Penales Dods (3) |         | Try Benazzi Penales Castaignède (2) Lacroix | Asistencia: 65.000 espectadores Árbitro(s): Clayton Thomas | Asistencia: 65.000 espectadores Árbitro(s): Clayton Thomas |

### Tercera fecha
| 17 de febrero | Francia                                                                              | 45 – 10 | Irlanda                                            | Estadio de Twickenham, Twickenham                  |                                                    |
|               | Tries Accoceberry Campan Castel , Ntamack , Saint-André Conversiones Castaignède (5) |         | Try Try penal Conversión Humphreys Penal Humphreys | Asistencia: ? espectadores Árbitro(s): Ed Morrison | Asistencia: ? espectadores Árbitro(s): Ed Morrison |

| 17 de febrero | Gales                             | 14 – 16 | Escocia                                       | Estadio de Twickenham, Twickenham                     |                                                       |
|               | Try Proctor Penales A. Thomas (3) |         | Try Townsend Conversión Dods Penales (3) Dods | Asistencia: 47.000 espectadores Árbitro(s): Joel Dume | Asistencia: 47.000 espectadores Árbitro(s): Joel Dume |

### Cuarta fecha
| 2 de marzo | Irlanda                                                                        | 30 – 17 | Gales                                                    | Estadio de Twickenham, Twickenham                  |                                                    |
|            | Tries Corkery Fulcher Geoghegan Woods Conversiones Mason (2) Penales Mason (2) |         | Tries , Evans Conversiones (2) A. Thomas Penal A. Thomas | Asistencia: ? espectadores Árbitro(s): Didier Mene | Asistencia: ? espectadores Árbitro(s): Didier Mene |

| 2 de marzo | Escocia          | 9 – 18 | Inglaterra          | Estadio de Twickenham, Twickenham                       |                                                         |
|            | Penales Dods (3) |        | Penales (6) Grayson | Asistencia: 67.000 espectadores Árbitro(s): Derek Bevan | Asistencia: 67.000 espectadores Árbitro(s): Derek Bevan |

### Última fecha
| 16 de marzo | Inglaterra                                                           | 28 – 15 | Irlanda                          | Estadio de Twickenham, Twickenham                         |                                                           |
|             | Try Sleightholme Conversión Grayson Penales Grayson (6) Drop Grayson |         | Penales (4) Mason Drop Humphreys | Asistencia: 75.000 espectadores Árbitro(s): Edward Murray | Asistencia: 75.000 espectadores Árbitro(s): Edward Murray |

| 16 de marzo | Gales                                             | 16 – 15 | Francia                                                            | Estadio de Twickenham, Twickenham                          |                                                            |
|             | Try Howley Conversión Jenkins Penales Jenkins (3) |         | Tries Castaignède Ntamack Conversión Castaignède Penal Castaignède | Asistencia: 52.000 espectadores Árbitro(s): Brian Stirling | Asistencia: 52.000 espectadores Árbitro(s): Brian Stirling |

## Máximos anotadores
| Puntos convertidos | Puntos convertidos |
| Jugador            | Puntos             |
| ------------------ | ------------------ |
| Paul Grayson       | 64                 |
| Michael Dods       | 47                 |
| Thomas Castaignède | 26                 |
| Simon Mason        | 22                 |

| Tries convertidos | Tries convertidos |
| Jugador           | Tries             |
| ----------------- | ----------------- |
| Michael Dods      | 3                 |
| Émile Ntamack     | 3                 |
| Ieuan Evans       | 2                 |
| Rob Howley        | 2                 |

## Premios especiales

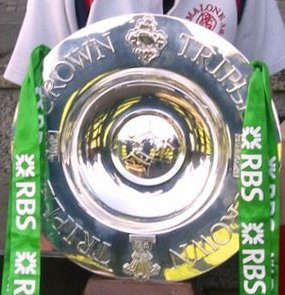
Inglaterra ganó la Triple Corona.

- Grand Slam: Ninguno.
- Triple Corona: Inglaterra.
- Copa Calcuta: Inglaterra.
- Millennium Trophy: Inglaterra.
- Centenary Quaich: Escocia.
- Cuchara de madera: Ninguno.